# Fastlane (2019)
Fastlane (2019) – gala wrestlingu wyprodukowana przez federację WWE dla zawodników z brandów Raw i SmackDown. Odbyła się 10 marca 2019 w Quicken Loans Arena w Cleveland w stanie Ohio. Emisja była przeprowadzana na żywo za pośrednictwem WWE Network oraz w systemie pay-per-view. Była to piąta gala w chronologii cyklu Fastlane.
Na gali odbyło się dziesięć walk, w tym jedna podczas pre-show. W walce wieczoru, The Shield (Dean Ambrose, Seth Rollins i Roman Reigns) pokonali Barona Corbina, Bobby’ego Lashleya i Drew McIntyre’a w Six-man Tag Team matchu. W innych ważnych walkach, Becky Lynch pokonała Charlotte Flair przez dyskwalifikację zostając ponownie dodana do walki o Raw Women’s Championship na WrestleManii 35 oraz Daniel Bryan pokonał Mustafę Alego i Kevina Owensa w Triple Threat matchu broniąc WWE Championship.

## Produkcja
Fastlane oferowało walki profesjonalnego wrestlingu z udziałem wrestlerów należących do brandów Raw i SmackDown. Oskryptowane rywalizacje (storyline’y) kreowane są podczas cotygodniowych gal Raw i SmackDown Live. Wrestlerzy są przedstawieni jako heele (negatywni, źli zawodnicy i najczęściej wrogowie publiki) i face’owie (pozytywni, dobrzy i najczęściej ulubieńcy publiki), którzy rywalizują pomiędzy sobą w seriach walk mających budować napięcie. Kulminacją rywalizacji jest walka wrestlerska lub ich seria.

### Rywalizacje
Na Elimination Chamber, The Usos (Jey Uso i Jimmy Uso) pokonali The Miza i Shane’a McMahona, zdobywając SmackDown Tag Team Championship. Na następnym odcinku SmackDown, The Miz, który został przypięty, przeprosił Shane’a za kosztowanie walki i błagał Shane’a o ustalenie rewanżu. Uso przerwali i obrazili Miza, po czym Shane ustalił rewanż o tytuły na Fastlane.
12 lutego na odcinku SmackDown, Kofi Kingston z The New Day był w ostatniej chwili zastępcą kontuzjowanego Mustafy Alego w Gauntlet matchu, aby ustalić, kto ostatni wejdzie do WWE Championship Elimination Chamber matchu. Kingston pokonał mistrza WWE Daniela Bryana i przetrwał ponad godzinę, zanim został wyeliminowany. Na Elimination Chamber Bryan obronił tytuł w tytularnej walce, a Kingston był ostatnim wyeliminowanym wrestlerem. Na następnym odcinku SmackDown, Kingston otrzymał walkę o WWE Championship na Fastlane po tym, jak przypiął Bryana w Six-man Tag Team matchu, w którym wzięli udział Kingston, AJ Styles i Jeff Hardy przeciwko Bryanowi, Samoa Joe i Randy’emu Ortonowi. Jednak w następnym tygodniu właściciel WWE Vince McMahon przerwał podpisanie kontraktu pomiędzy Bryanem i Kingstonem. Chociaż Vince chwalił Kingstona, zastąpił go powracającym Kevinem Owensem, stwierdzając, że Owens jest bardziej wykwalifikowany i bardziej zasługuje na okazję. W trakcie gali, Vince McMahon ogłosił, że walka będzie Triple Threat matchem, a trzecim zawodnikiem walki został Mustafa Ali.
Na Elimination Chamber, The Boss 'n' Hug Connection (Bayley i Sasha Banks) pokonały Carmellę i Naomi, Mandy Rose i Sonyę Deville, Nię Jax i Taminę, The IIconics (Billie Kay i Peyton Royce) i The Riott Squad (Liv Morgan i Sarah Logan) w walce Tag Team Elimination Chamber, aby stać się inauguracyjnymi posiadaczkami WWE Women’s Tag Team Championship. Następnej nocy na odcinku Raw, ich celebrowanie zdobycia mistrzostw zostało przerwane przez Jax i Taminę, a Jax szydziła z Banks, że nie jest w stanie utrzymać mistrzostw w obronie. W następnym tygodniu ogłoszono, że The Boss 'n' Hug Connection będzie bronić tytułów przeciwko Jax i Taminie na Fastlane. 
19 lutego na odcinku SmackDown, podczas segmentu na backstage’u, SmackDown Women’s Champion Asuka została przerwana przez Sonyę Deville i Mandy Rose. Rose wyzwała Asukę na pojedynek bez tytułu i pokonała ją z powodu odwrócenia uwagi przez Lacey Evans. W następnym tygodniu, Rose otrzymała walkę o mistrzostwo z Asuką na Fastlane.
Na Royal Rumble, Becky Lynch nie udało się odzyskać SmackDown Women’s Championship, ale później wzięła udział w żeńskim Royal Rumble matchu i wygrała przez ostatnią eliminację Charlotte Flair, pomimo kontuzji kolana. Na Następnej nocy na odcinku Raw, Lynch skonfrontowała się z Raw Women’s Champion Rondą Rousey i postanowiła zmierzyć się z nią na WrestleManii 35. Lynch następnie odmówiła badania lekarskiego kolana po bójce z Flair na SmackDown. Stephanie McMahon postawiła Lynchowi ultimatum: albo zgodzi się na badania lekarskie jej kolana lub zostanie zawieszona, dopóki tego nie zrobi. Lynch nadal odmawiała i zaatakowała zarówno Stephanie, jak i Triple H’a. W następnym odcinku Raw, ujawniono, że Lynch została zbadana medycznie; po tym, jak przeprosiła za ataki, zawieszenie zostało zniesione, jednak Vince McMahon, zawiesził Lynch na 60 dni i zastąpił ją Flair jako przeciwnik Rousey na WrestleManii. 25 lutego na odcinku Raw, Lynch została aresztowana po zaatakowaniu Rousey; Rousey następnie zażądała przywrócenia Lynch i opuściła mistrzostwo na ringu i odeszła bez tytułu. W następnym tygodniu Stephanie ogłosiła, że tytuł jest zwakowany, przywróciła Lynch i ustaliła walkę między nią a Flair o tytuł na Fastlane. Później jednak Rousey zaprotestowała, że nie zrezygnowała z tytułu i tylko próbowała wysłać wiadomość, co skłoniło Stephanie do oddania jej mistrzostwa i zmiany stypulacji walki na Fastlane: jeśli Lynch wygra, zostanie dodana z powrotem do walki o mistrzostwo na WrestleManii, co uczyniło by go Triple Threat matchem.
22 października 2018 na odcinku Raw, Roman Reigns przerwał swoje występy z powodu białaczki, a następnie zwakował Universal Championship. Później tej samej nocy Dean Ambrose obrócił się przeciwko Sethowi Rollinsowi, czując, że stajnia, The Shield, osłabiła go. Rollins i Ambrose walczyli przez następne kilka miesięcy, a ich spór zakończył się na TLC: Tables, Ladders & Chairs, gdzie Ambrose pokonał Rollinsa. Reigns powrócił 25 lutego 2019 na odcinku Raw i wyjaśnił, że jego białaczka jest w stanie remisji i że wróci do występów. W następnym tygodniu Reigns zawołał Rollinsa, chcąc ponownie zjednoczyć The Shield. Rollins niechętnie się zgodził, ponieważ oznaczało to konieczność ponownego połączenia się z Ambrosem. Później, po tym jak Ambrose został pokonany przez Eliasa, Reigns i Rollins wyszli, ale Ambrose przeszedł przez tłum. Baron Corbin, Drew McIntyre i Bobby Lashley zaatakowali Reignsa i Rollinsa, po czym Ambrose wrócił i pomógł swoim byłym członkom drużyny The Shield. Po zdobyciu przewagi, Ambrose dołączył do Reignsa i Rollinsa na charakterystyczne uderzenie pięścią The Shield, a na Fastlane zaplanowano Six-man Tag Team match, w którym zjednoczeni The Shield zmierzą się z Corbinem, McIntyre’em i Lashleyem.
11 lutego na odcinku Raw, The Revival (Dash Wilder i Scott Dawson) pokonali Bobby’ego Roode’a i Chada Gable’a i zdobyli Raw Tag Team Championship. W następnym tygodniu, call-upy NXT Aleister Black i Ricochet zadebiutowali w głównym rosterze, a następnie pokonali The Revival w non-title matchu 25 lutego. 4 marca na odcinku Raw, Black i Ricochet otrzymali walkę o Raw Tag Team Championship przeciwko The Revival, ale zakończyło się to dyskwalifikacją po tym, jak Roode i Gable zaatakowali The Revival. Następnie w Fastlane ogłoszono walkę Triple Threat Tag Team o mistrzostwo pomiędzy tymi trzema zespołami.
Po kilku tygodniach feudu, ogłoszono, że na Fastlane Kickoff zmierzą się ze sobą Andrade i Rey Mysterio.
8 marca ogłoszono, że na Fastlane Kickoff odbędzie się Tag Team match pomiędzy The New Day (reprezentowanym przez Big E i Xaviera Woodsa) a Rusevem i Shinsuke Nakamurą.

## Wyniki walk
| Nr                                                                   | Wyniki | Stypulacje | Czas  |
| -------------------------------------------------------------------- | --- | --- | ----- |
| 1P                                                                   | The New Day (Big E i Xavier Woods) pokonali Shinsuke Nakamurę i Ruseva (z Laną)                                           | Tag Team match | 13:20 |
| 2                                                                    | The Usos (Jey Uso i Jimmy Uso) (c) pokonali The Miza i Shane’a McMahona                                                   | Tag Team match o WWE SmackDown Tag Team Championship                                                                  | 14:10 |
| 3                                                                    | Asuka (c) pokonała Mandy Rose (z Sonyą Deville)                                                                           | Singles match o WWE SmackDown Women’s Championship                                                                    | 6:40  |
| 4                                                                    | The Bar (Cesaro i Sheamus) pokonali Kofiego Kingstona                                                                     | 2-on-1 Handicap match Big E i Xavier Woods byli wyrzuceni z okolic ringu.                                             | 5:15  |
| 5                                                                    | The Revival (Dash Wilder i Scott Dawson) (c) pokonali Aleistera Blacka i Ricocheta oraz Bobby’ego Roode’a i Chada Gable’a | Triple Threat Tag Team match o WWE Raw Tag Team Championship                                                          | 10:50 |
| 6                                                                    | Samoa Joe (c) pokonał Andrade (z Zelina Vegą), R-Trutha (z Carmellą) i Reya Mysterio poprzez techniczne poddanie          | Fatal 4-Way match o WWE United States Championship                                                                    | 10:50 |
| 7                                                                    | The Boss 'n' Hug Connection (Bayley i Sasha Banks) (c) pokonały Nię Jax i Taminę                                          | Tag Team match o WWE Women’s Tag Team Championship                                                                    | 7:05  |
| 8                                                                    | Daniel Bryan (c) (z Rowanem) pokonał Mustafę Alego i Kevina Owensa                                                        | Triple Threat match o WWE Championship                                                                                | 18:45 |
| 9                                                                    | Becky Lynch pokonała Charlotte Flair przez dyskwalifikację                                                                | Singles match Jeśli Lynch wygra, zostanie ponownie dodana do walki o WWE Raw Women’s Championship na WrestleManii 35. | 8:45  |
| 10                                                                   | The Shield (Dean Ambrose, Seth Rollins i Roman Reigns) pokonali Barona Corbina, Bobby’ego Lashleya i Drew McIntyre’a      | Six-man Tag Team match                                                                                                | 24:50 |
| (c) – mistrz/mistrzyni przed walkąP – walka miała miejsce w pre-show | | |       |